# Сезін Акбашогуллари
Сезін Акбашогуллари (тур. Sezin Akbaşoğulları; 22 квітня 1981, Ізмір, Туреччина) — турецька акторка театру і кіно.

## Вибіркова фільмографія
- Перехрестя (2010)
- Мій улюблений сусід (2018)
- Три куруша (2021)
- Ця дівчина (2022)